# Flashdance... What a Feeling
"Flashdance... What a Feeling" là một bài hát của nghệ sĩ thu âm người Mỹ Irene Cara nằm trong album nhạc phim của bộ phim năm 1983 Flashdance. Ngoài ra, bài hát còn xuất hiện trong album phòng thu thứ hai của nữ ca sĩ, What a Feelin' (1983). Nó được phát hành vào ngày 1 tháng 5 năm 1983 như là đĩa đơn đầu tiên trích từ hai album bởi Network Records, Polygram Records và Casablanca Records, và là tác phẩm nhạc phim thứ hai trong sự nghiệp của Cara sau "Fame" từ bộ phim cùng tên mà bà thủ vai chính (1980). "Flashdance... What a Feeling" được đồng viết lời bởi Cara và Keith Forsey, người sẽ tiếp tục thực hiện phần nhạc phim cho những bộ phim thành công tiếp theo trong tương lai như The Breakfast Club (1985) và Beverly Hills Cop II (1987), trong khi phần âm nhạc được sáng tác và sản xuất bởi Giorgio Moroder, và là một trong những dự án phim ảnh do ông đảm nhận phần nhạc phim, bên cạnh Top Gun (1986). Đây là một bản synthpop kết hợp với những yếu tố từ post-Disco mang nội dung đề cập đến cảm xúc của một người khi nhảy múa.
Sau khi phát hành, "Flashdance... What a Feeling" nhận được những phản ứng tích cực từ các nhà phê bình âm nhạc, trong đó họ đánh giá cao việc sử dụng hợp lý bài hát cho bộ phim cũng như quá trình sản xuất nó. Ngoài ra, bài hát còn gặt hái nhiều giải thưởng và đề cử tại những lễ trao giải lớn, bao gồm chiến thắng giải Quả cầu vàng lẫn Oscar cho Bài hát gốc xuất sắc nhất cũng như hai đề cử giải Grammy cho Thu âm của năm và Trình diễn giọng pop nữ xuất sắc nhất tại lễ trao giải thường niên lần thứ 26, và chiến thắng một giải sau. "Flashdance... What a Feeling" cũng tiếp nhận những thành công ngoài sức tưởng tượng về mặt thương mại, đứng đầu các bảng xếp hạng ở Úc, Canada, Đan Mạch, Pháp, Ý, Nhật Bản, New Zealand, Na Uy, Tây Ban Nha, Thụy Điển và Thụy Sĩ, đồng thời lọt vào top 10 ở hầu hết những quốc gia nó xuất hiện, bao gồm vươn đến top 5 ở những thị trường lớn như Áo, Phần Lan, Đức, Ireland và Vương quốc Anh. Tại Hoa Kỳ, nó đạt vị trí số một trên bảng xếp hạng Billboard Hot 100 trong sáu tuần liên tiếp, trở thành đĩa đơn quán quân đầu tiên và duy nhất của Cara tại đây.
Video ca nhạc cho "Flashdance... What a Feeling" được đạo diễn bởi Adrian Lyne, trong đó bao gồm toàn bộ những hình ảnh từ Flashdance, nhằm khắc họa câu chuyện của nhân vật chính trong phim Alex (do Jennifer Beals thủ vai). Để quảng bá bài hát, Cara đã trình diễn nó trên nhiều chương trình truyền hình và lễ trao giải lớn, bao gồm American Bandstand, Solid Gold, giải thưởng Âm nhạc Mỹ năm 1984, giải Grammy lần thứ 26 và giải Oscar lần thứ 56, cũng như trong nhiều chuyến lưu diễn của bà. Được ghi nhận là bài hát trứ danh trong sự nghiệp của nữ ca sĩ, "Flashdance... What a Feeling" đã được hát lại và sử dụng làm nhạc mẫu bởi nhiều nghệ sĩ, như Celine Dion, The Shadows, Jason Derulo, Gwyneth Paltrow, Elizabeth Banks, Lauren Cohan và dàn diễn viên của Glee, cũng như xuất hiện trong nhiều tác phẩm điện ảnh và truyền hình, bao gồm Charlie's Angels: Full Throttle, Grey's Anatomy, The Simpsons, Six Feet Under và What Happens in Vegas. Tính đến nay, nó đã bán được hơn 6 triệu bản trên toàn cầu, trở thành một trong những đĩa đơn bán chạy nhất mọi thời đại.

## Danh sách bài hát
Đĩa 7"
1. "Flashdance... What a Feeling" (bản album) – 3:55
2. "Love Theme From Flashdance" (không lời, thực hiện bởi Helen St. John) – 3:26

Đĩa 12"
1. "Flashdance... What a Feeling" (bản phối lại) – 7:16
2. "Love Theme From Flashdance" – 4:20

## Xếp hạng
| Bảng xếp hạng (1983-84)                  | Vị trí cao nhất |
| ---------------------------------------- | --------------- |
| Úc (Kent Music Report)                   | 1               |
| Áo (Ö3 Austria Top 40)                   | 4               |
| Bỉ (Ultratop 50 Flanders)                | 22              |
| Canada (RPM)                             | 1               |
| Đan Mạch (IFPI)                          | 1               |
| Phần Lan (Suomen virallinen lista)       | 2               |
| Pháp (IFOP)                              | 1               |
| Đức (Official German Charts)             | 3               |
| Ireland (IRMA)                           | 2               |
| Ý (FIMI)                                 | 1               |
| Nhật Bản (Oricon Singles Chart)          | 1               |
| Hà Lan (Dutch Top 40)                    | 13              |
| Hà Lan (Single Top 100)                  | 17              |
| New Zealand (Recorded Music NZ)          | 1               |
| Na Uy (VG-lista)                         | 1               |
| Nam Phi (Springbok Radio)                | 1               |
| Tây Ban Nha (AFYVE)                      | 1               |
| Thụy Điển (Sverigetopplistan)            | 1               |
| Thụy Sĩ (Schweizer Hitparade)            | 1               |
| Anh Quốc (OCC)                           | 2               |
| Hoa Kỳ Billboard Hot 100                 | 1               |
| Hoa Kỳ Adult Contemporary (Billboard)    | 4               |
| Hoa Kỳ Dance Club Songs (Billboard)      | 1               |
| Hoa Kỳ Hot R&B/Hip-Hop Songs (Billboard) | 2               |

| Bảng xếp hạng (1983)                  | Vị trí |
| ------------------------------------- | ------ |
| Australia (Kent Music Report)         | 2      |
| Austria (Ö3 Austria Top 40)           | 2      |
| Canada (RPM)                          | 4      |
| Denmark (IFPI)                        | 1      |
| France (IFOP)                         | 2      |
| Germany (Official German Charts)      | 7      |
| Italy (FIMI)                          | 1      |
| New Zealand (Recorded Music NZ)       | 4      |
| South Africa (Springbok Radio)        | 9      |
| Switzerland (Schweizer Hitparade)     | 1      |
| UK Singles (Official Charts Company)  | 27     |
| US Billboard Hot 100                  | 3      |
| US Adult Contemporary (Billboard)     | 17     |
| US Hot Dance Club Songs (Billboard)   | 7      |
| US Hot R&B/Hip-Hop Songs (Billboard)  | 15     |
| US Top Soundtrack Singles (Billboard) | 1      |

| Bảng xếp hạng (1980-89)       | Vị trí |
| ----------------------------- | ------ |
| Australia (Kent Music Report) | 12     |
| Austria (Ö3 Austria Top 40)   | 9      |
| US Billboard Hot 100          | 6      |

| Bảng xếp hạng                | Vị trí |
| ---------------------------- | ------ |
| US Billboard Hot 100         | 34     |
| US Billboard Hot 100 (Women) | 11     |

## Chứng nhận
| Quốc gia | Chứng nhận  | Số đơn vị/doanh số chứng nhận |
| --- | ----------- | ----------------------------- |
| Úc (ARIA) | Bạch kim    | 100.000^                      |
| Canada (Music Canada) | 2× Bạch kim | 200.000^                      |
| Pháp (SNEP) | Bạch kim    | 1,365,000                     |
| Nhật Bản (RIAJ) | —           | 697,470                       |
| New Zealand (RMNZ) | Vàng        | 10.000*                       |
| Anh Quốc (BPI) | Bạc         | 250.000^                      |
| Hoa Kỳ (RIAA) | Vàng        | 1.000.000^                    |
| * Chứng nhận dựa theo doanh số tiêu thụ. ^ Chứng nhận dựa theo doanh số nhập hàng. ‡ Chứng nhận dựa theo doanh số tiêu thụ và phát trực tuyến. |             |                               |